# Hans Frömmel
Hans Frömmel (* 17. Dezember 1919; † 20. November 2001) war ein deutscher Fußballspieler und der erste Ehrenspielführer von Bayer 04 Leverkusen. Als Kapitän führte er die Mannschaft 1951 zum Aufstieg in die Oberliga West, der damals höchsten deutschen Spielklasse.

## Karriere
Hans Frömmel ging aus der Jugend von Bayer 04 Leverkusen hervor und prägte mit Richard Job in den 40er Jahren das Gesicht der damals noch zweitklassigen Werkself. Frömmel galt als „sehr mannschaftsdienlicher Spieler, der mit seiner Besonnenheit über viele Jahre der Ruhepol im Mittelfeld der Bayer-Mannschaft war.“
Ende der 40er Jahre scheiterte Frömmels Mannschaft noch am Aufstieg in die Erstklassigkeit, wobei die Werkself zunächst die Aufstiegsspiele gegen den ein Jahr zuvor neugegründeten 1. FC Köln verlor und später auch im zweiten Anlauf am FC Schalke 04 scheiterte. In der Saison 1950/51 gelang Bayer 04 Leverkusen dann der Aufstieg in die Oberliga West. Am 10. Spieltag übernahm die Bayer-Elf nach einem 2:0-Sieg im Stadion am Stadtpark gegen TuRu Düsseldorf erstmals die Tabellenführung in der 2. Oberliga West, die sie bis zum Ende der Saison nicht mehr abgab. Am 8. April 1951 wurde dann Fortuna Köln im heimischen Stadion am Stadtpark mit 5:2 besiegt und der Aufstieg perfekt gemacht. Nach dem Spielende wurde der Platz gestürmt, ehe der Vereinsvorsitzende Fritz Jacobi die Mannschaft mit einem großen goldenen Siegerkranz ehrte, den er dem Spielführer Hans Frömmel überreichte. Frömmel wurde anschließend von seinen Mitspielern auf den Schultern vom Platz getragen.

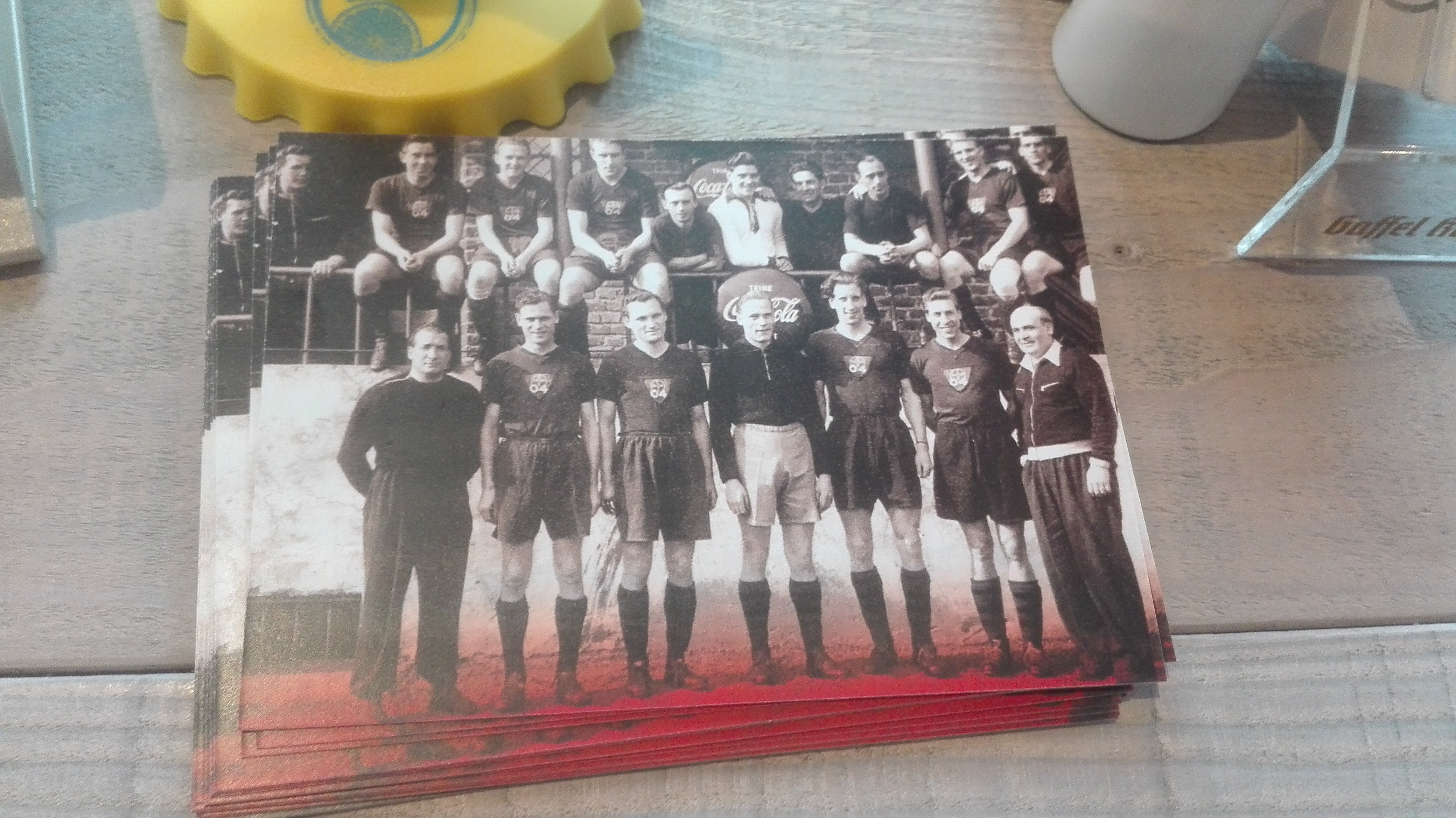
Aufstiegsmannschaft von 1951 (erste Reihe, zweiter von links: Hans Frömmel)

In der ersten Saison in der Oberliga kassierte die Werkself in der Oberliga bis zum Auswärtsspiel beim FC Schalke 04 am 12. Spieltag keine Niederlage und beendete die Saison auf dem 6. Platz. Viele Jahre konnte Frömmel der Werkself in der 1. Liga nicht mehr als Führungsspieler zur Verfügung stehen. 1953 musste er seine Karriere aufgrund einer Knieverletzung frühzeitig beenden (Untersuchungsbefund: „Fremdkörper im Knie“). Eine lokale Zeitung schrieb anlässlich seines Karriereendes: „Einer der fairsten Spieler hat vom aktiven Sport Abschied genommen. Hoffen wir, daß er dem Verein und der Jugend als Vorbild noch lange Jahre zur Verfügung stehen wird.“